# St. Michael (Wilhelmshaven)

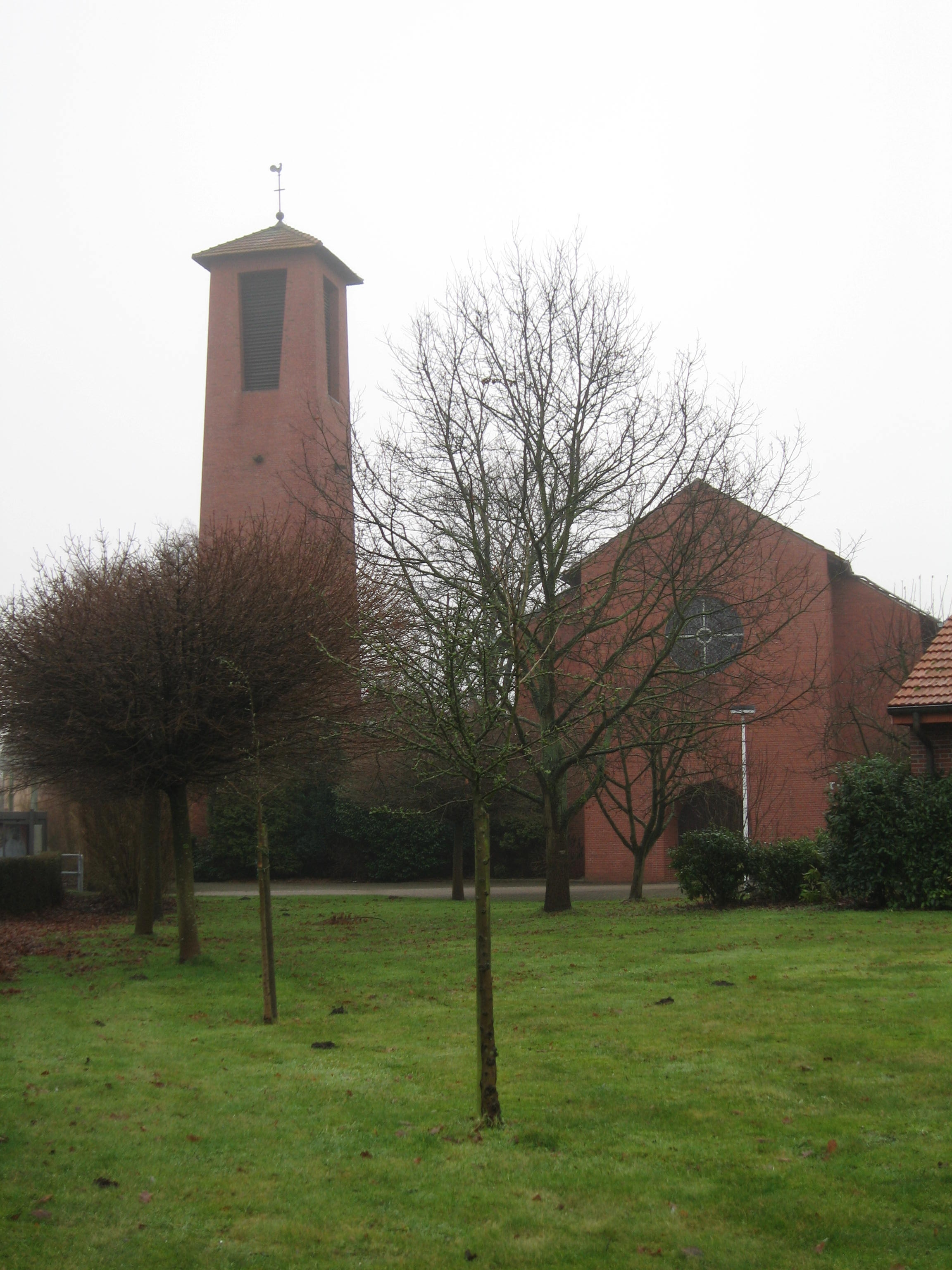
Die ehemalige Kirche St. Michael in Wilhelmshaven

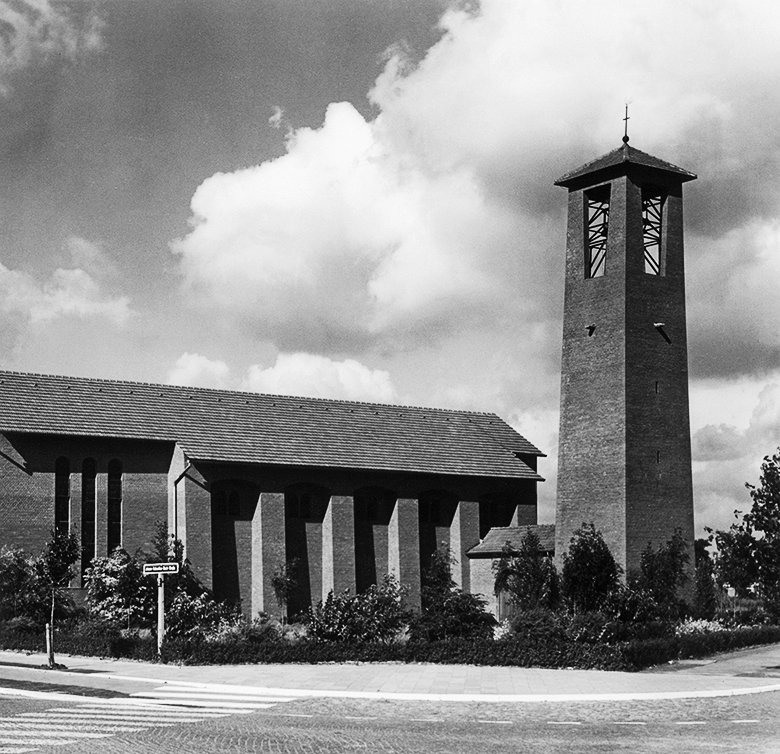
Straßenansicht S. Michael in Wilhelmshaven

St. Michael ist eine ehemalige katholische Kirche in Wilhelmshaven. Sie steht an der Straßenecke Freiligrathstraße / Johann-Sebastian-Bach-Straße im Stadtteil Neuengroden.

## Geschichte
Die Kirche wurde nach dem Zweiten Weltkrieg für die katholischen Flüchtlinge aus den Ostgebieten Deutschlands nach Planung des Architekten Ludger Sunder-Plassmann gebaut. Vor dem Bau der Kirche feierten die Flüchtlinge ihre Messen in einer Barackenkirche am Rosenhügel im Stadtpark. Im Jahre 1951 wurden die Pfarrgemeinden Neuengroden, Altengroden, Rüstersiel und Rosenhügel zur Kirchengemeinde St. Michael zusammengeschlossen.
Nach dem ersten Spatenstich am 5. Juli 1954 erfolgte die Grundsteinlegung am 22. August 1954. Am 11. November 1954 wurde das Richtfest gefeiert.
Am 28. April 1955 erfolgte der Einbau der Glocken in den freistehenden Glockenturm. Eine der zwei Glocken ist aus dem Jahre 1649 und stammt aus Giersdorf in Schlesien. Am 29. September 1955 fand die Weihe durch Offizial Heinrich Grafenhorst statt.
Im Jahre 1970 wurde die Kirche zum ersten Mal umgebaut. Die Ausstattung (Altar, Tabernakel, Ambo, Kreuz) dazu schuf der Künstler Egino Weinert. Am 17. September 1972 bekam die Gemeinde ein Gemeindezentrum neben der Kirche. Ein Kindergarten wurde am 26. April 1975 fertiggestellt. 2008 wurden alle katholischen Kirchengemeinden in Wilhelmshaven, Sande und Schortens-Roffhausen zur neuen Kirchengemeinde St. Willehad zusammengelegt.
Am 17. November 2013 wurde die Kirche durch Offizialatsrat Monsignore Bernd Winter profaniert.
Am 1. April 2014 übernahm der Malteser Hilfsdienst e. V. das ehemalige Kirchengebäude und die Liegenschaft. Die Malteser richteten in den Gebäuden ihre Wilhelmshavener Dienststelle ein. Seither wird die Liegenschaft auch „Klein-Malta“ genannt.